# أبو عبد الله الصقلي
أبو عبد الله الصِّقِلِّي (951 -?) هو عالم أندلسي، كان يتكلم أيضًا باليونانية. اشتغل مع نقولا الراهب في قرطبة بعد سنة 340 هـ \ 951 م في مراجعة الترجمة العربية لكتاب ديسقوريدوس في الأدوية المفردة وتعريب مصطلحاته.